# Bodhi Linux
Bodhi Linux ist eine Linux-Distribution, die auf Ubuntu basiert und die Desktop-Umgebung Moksha benutzt.

## Charakteristika
Die Bezeichnung „Bodhi“ stammt aus dem alt-indischen Sanskrit und bedeutet so viel wie „Erwachen“ oder „Erleuchten“.
Laut Entwickler startet Bodhi Linux mit minimalen Hardwareanforderungen von 128 MB RAM, 2,5 GB Festplattenspeicher, und einem 300 MHz Hauptprozessor. Bodhi setzt zwar Desktopeffekte ein, schont dabei aber die Hardwareressourcen. Ein unabhängiger Test zeigte, dass GIMP innerhalb von 4,7 Sekunden unter Bodhi Linux startete, unter Ubuntu benötigte es dazu 11,1 Sekunden.
Die speziell für Bodhi geschriebenen Werkzeuge wurden in der Programmiersprache C geschrieben. Mittlerweile wird aber auf die Desktop-Umgebung Moksha gesetzt, die wiederum eine Abspaltung des Enlightenment-Projektes ist. „Moksha“ ist ebenfalls ein Sanskrit-Wort und kann mit „Erlösung“ oder „Befreiung“ übersetzt werden.

## Versionen
Das Versionierungsschema: Die erste Zahl steht für ein Major Release, die zweite Zahl für ein Quartals- oder Kernel-Update und die dritte Zahl nur für ein Software Update. Die Major-Release-Zyklen orientieren sich an dem Ubuntu-LTS-Zyklus (2 Jahre).
| Version | Veröffentlichung | Anmerkungen |
| ------- | ---------------- | --- |
| 0.1.0   | Nov. 2010        | erste Alpha-Version, 350 MB |
| 0.1.4   | Jan. 2011        | erste Beta-Version, Enlightenment SVN build vom 08/01/2011                                                                                          |
| 0.1.5   | Jan. 2011        | RC1, erster Final Release Candidate |
| 1.0.0   | März 2011        | Linux-Kernel 2.6.35-28 |
| 1.1.0   | Mai 2011         | Linux-Kernel 2.6.39, Enlightenment SVN Build vom 23/05/11                                                                                           |
| 1.2.0   | 8. Sep. 2011     | |
| 1.2.1   | 9. Okt. 2011     | Bugfix |
| 1.3.0   | 23. Dez. 2011    | |
| 1.4.0   | 22. März 2012    | Kernel Update |
| 1.5     | Juni 2012        | letztes Update mit Basis 10.04 |
| 2.0.0   | 26. Juli 2012    | erstes Stable Release mit 12.04 LTS |
| 2.0.1   | 30. Juli 2012    | Bugfix Release |
| 2.1     | 14. Sep. 2012    | erstes Update für 12.04 |
| 2.2.0   | 3. Jan. 2013     | Enlightenment E17 und Linux-Kernel 3.7 |
| 2.3.0   | 31. März 2013    | Enlightenment E17.1 und Linux-Kernel 3.8 |
| 2.4.0   | 13. Sep. 2013    | Enlightenment E17.4 und Linux-Kernel 3.8 |
| 2.8     | Juni 2014        | letztes Update mit Basis 12.04 |
| 3.0     | Feb. 2015        | Basis ist Ubuntu 14.04 LTS mit dem Linux-Kernel 3.16, Enlightenment 19.3                                                                            |
| 3.1     | Aug. 2015        | Basis ist weiterhin Ubuntu 14.04 LTS mit dem Linux-Kernel 3.16; Enlightenment wird durch den E17-Fork Moksha ersetzt                                |
| 3.2     | März 2016        | Basis ist weiterhin Ubuntu 14.04 LTS mit dem Linux-Kernel 4.2; Moksha 0.2.0; Verbesserte UEFI-Unterstützung; Mehrsprachiger Installations-Assistent |
| 3.2.1   | Mai 2016         | |
| 4.0.0   | Okt. 2016        | Basis ist Ubuntu 16.04.1 Core mit dem Linux-Kernel 4.4; Moksha 0.2.1                                                                                |
| 4.1.0   | Jan. 2017        | Basis ist Ubuntu Core mit dem Linux-Kernel 4.8 |
| 4.2.0   | Mai 2017         | Basis ist Ubuntu Core mit dem Linux-Kernel 4.10 |
| 4.3.1   | 31. Aug. 2017    | Basis ist Ubuntu 16.04 mit dem Linux-Kernel 4.11. Enthält EFL 1.19.1, Terminology 1.1.0 und Ephoto 1.5                                              |
| 4.4.0   | 8. Dez. 2017     | Basis ist Ubuntu 16.04 mit dem Linux-Kernel 4.13 |
| 4.5.0   | 24. Feb. 2018    | Basis ist Ubuntu Core mit dem Linux-Kernel 4.10 |
| 5.0.0   | 22. Aug. 2018    | Basis ist Ubuntu 18.04 LTS |
| 5.1.0   | 23. März 2020    | Basis ist Ubuntu 18.04 LTS |
| 6.0.0   | 11. Mai 2021     | Basis ist Ubuntu 20.04 LTS |
| 7.0.0   | 21. Aug. 2023    | Basis ist Ubuntu 22.04 LTS |

## ARM-Architektur
Bodhi Linux für ARM-Architektur basiert auf Debians ArmHardFloatPort (ARMHF) Port. Derzeit wird an einem installierbaren Image für das Genesi Smartbook gearbeitet.
Für den Einplatinencomputer Raspberry Pi wird ein Image zum Download bereitgestellt.

## Verbreitung und Beachtung
Bodhi Linux zählte Mitte/Ende 2012 laut Distrowatch zu den 20 meistinteressierenden Linux-Distributionen – zudem mit zunehmendem Interesse. Mitte September 2012 listete Distrowatch in seinem Ranking für die zurückliegenden sechs Monate Bodhi Linux auf Platz 16, somit noch vor so namhaften Distributionen wie Knoppix und Mandriva.
SourceForge meldete Mitte September 2012 etwa 20.000 Downloads von Bodhi Linux pro Woche.
Zwei Jahre später waren es etwa 10.000 Downloads pro Woche.
Im September 2014 wurde bekannt, dass Jeff Hodgeland aus Zeitgründen die weitere Entwicklung in andere Hände abgeben will. Er dementierte damit Gerüchte, dass Bodhi eingestellt werden soll.

### Medienresonanz
“Bodhi features the beautiful and lightweight Enlightenment window manager, and it’s especially notable for its excellent customizability.”

„Bodhi Linux kommt einher mit dem schönen und schlanken Fenstermanager Enlightment, und verdient Beachtung vor allem wegen seiner hervorragenden Anpassbarkeit.“

„Eine Besonderheit von Bodhi Linux ist das AppCenter auf der Bodhi-Website, das fertige Software-Bundles aus mehreren Programmen bereitstellt, die sich als. bod-Datei zur späteren Installation herunterladen oder direkt via Apt-url installieren lassen.“